# One Hit (To the Body)
«One Hit (To the Body)» —en español: «Un golpe (al cuerpo)»— en una canción de la banda inglesa de rock The Rolling Stones, que abre el disco Dirty Work de 1986. Es el primer sencillo de la banda que esta acreditado a Mick Jagger, Keith Richards y Ron Wood. Si bien logró posicionarse en las listas de Estados Unidos, Países Bajos y Australia, en el Reino Unido alcanzó el puesto #80, que fue el más bajo de un sencillo de la banda hasta esa época.

## Grabación
La canción fue principalmente trabajo de Richards y Wood. Ambos guitarristas contribuyeron ampliamente en Dirty Work. En este tema, un signo del aporte de Ron es la distintiva apertura en guitarra acústica, que realizó con una Martin D -18 de 1967 de Keith. Tanto Richards como Wood tocan la guitarra eléctrica, aunque el solo de guitarra fue proporcionado por el guitarrista de Led Zeppelin, Jimmy Page. La contribución de Jimmy es el resultado de una sesión de estudio que compartió con Ronnie, donde le pidió escuchar en que estaba trabajando la banda. El baterista Charlie Watts proporciona la base rítmica de la canción mientras que Bill Wyman aporta con su bajo. Los coros fueron proporcionados por Richards, Wood, Bobby Womack, Patti Scialfa, Don Covay y la esposa del productor Steve Lillywhite, Kirsty MacColl. 
La grabación duró gran parte de 1985, entre enero y marzo, de julio a agosto y de noviembre a diciembre. Dos lugares utilizados fueron el Pathé Marconi Studios en París y los estudios RPM de la Ciudad de Nueva York.

## Lanzamiento
«One Hit (To the Body)» fue lanzado como segundo sencillo de Dirty Work, el 16 de mayo en el Reino Unido y el 9 de mayo en los Estados Unidos con la canción «Fight» como lado B. Alcanzó el top 30 en Norteamérica, pero es el primer sencillo de la banda en perderse el UK Top 75. Se sabe hace tiempo que Dirty Work fue el álbum producido en el peor momento de la relación entre Jagger y Richards durante la década de 1980.

## Videoclip
Una de las características más memorables de la canción fue el vídeo musical dirigido por Russell Mulcahy. Presenta a los Stones en un gran almacén, donde el título de la canción se toma literalmente por Jagger y Richards, que se los ve simulando golpes mientras se mezclan imágenes de archivo de combates de boxeo reales.

## Remix
Un remix de la canción «London Mix» de 7:00 de duración, fue hecho por Steve Lillywhite y lanzado como un sencillo de 12".

## Personal
Acreditados:
- Mick Jagger: voz
- Keith Richards: guitarra eléctrica, coros
- Ron Wood: guitarra eléctrica, guitarra acústica
- Bill Wyman: bajo
- Charlie Watts: batería
- Jimmy Page: guitarra eléctrica (solo)
- Chuck Leavell: teclados
- Bobby Womack: coros
- Don Covay: coros
- Patti Scialfa: coros
- Kirsty MacColl: coros
- Beverly D'Angelo: coros

## Posicionamiento en las listas
| Listas (1986)                      | Mejor posición |
| ---------------------------------- | -------------- |
| Bélgica (Flandes) (Ultratop 50)    | 29             |
| Estados Unidos (Billboard Hot 100) | 28             |
| Nueva Zelanda (Recorded Music NZ)  | 30             |
| Países Bajos (Mega Single Top 100) | 50             |
| Reino Unido (UK Singles Chart)     | 80             |